# Црква Свете Тројице у селу Плоча
Црква Светог пророка Илије у Доњој Љубати, насељеном месту на територији општине Босилеград, православни је храм који припада Епархији врањској Српске православне цркве.
Изградња цркве посвећене Светој Тројици започета је 2012. године и још увек траје.